# Мильоли, Гвидо
Гвидо Мильоли (итал. Guido Miglioli; 18 мая 1879, Кастельнуово Герарди, Поццальо-эд-Унити, Кремона — 24 октября 1954, Милан) — итальянский религиозный, профсоюзный и политический деятель, католический священник, христианский социалист, организатор крестьянского движения, участник Движения Сопротивления.

## Биография
Родился в крестьянской семье, получил юридическое образование и, обеспокоенный проблемами трудящихся, начал общественную деятельность в родной Кремоне в качестве организатора католического крестьянского движения и первых стачек крестьянских «белых лиг» (католических профсоюзов и кооперативов). Основал в Кремоне ежедневную газету «L’Azione», в которой вёл борьбу за поддержку крестьян с социалистами (на том этапе Мильоли утверждал, что Итальянская социалистическая партия стремится национализировать собственность на землю, тогда как он ратует за аграрную реформу, превращающую безземельных крестьян в мелких собственников).
Депутат парламента в 1913—1923 годах. С началом Первой мировой войны Мильоли встал на сторону противников войны и «нейтралистов», за что был 27 декабря 1917 года обвинён в «пораженчестве» интервенционистом Роберто Фариначчи, который в то время находился в правореформистском крыле Итальянской социалистической партии, а затем станет фашистом; подавший на него в суд Мильоли проиграл процесс.
В 1919 году вошёл в христианско-демократическую Итальянскую народную партию, в которой возглавил левое крыло «пополяров». Его борьба против крупных землевладельцев и поддержка рабочего движения вызывали недовольство руководства ИНП. В 1922 году, вопреки курсу партии, Мильоли призвал к союзу с социалистами для противостояния фашизму. В 1924—1925 годах выступал за профсоюзное единство всех трудящихся (в том числе и за отказ от антикоммунистических предубеждений и сотрудничество с Итальянской коммунистической партией), в связи с чем был исключён из партии.
Вынужденный покинуть Италию в конце 1926 года, он оказался в эмиграции, сменив несколько стран жительства (Швейцария, Франция, Бельгия, Германия). В 1929 году участвовал в 1-м Международном антифашистском конгрессе в Берлине. Неоднократно посещал СССР, участвовал в работе Крестьянского интернационала, отвечал за европейскую сеть Крестинтерна вместе с бывшими главами прогрессивных правительств Венгрии и Албании, графом Михаем Каройи и епископом Фан Ноли соответственно. В 1933 году стал членом Комитета против войны и фашизма в Париже.
Во время Второй мировой войны 1939—1945 годов проявил себя как участник Движения Сопротивления. Арестованный в 1940 году во Франции немцами, он был передан итальянской полиции, которая приговорила его к тюремному заключению в луканском городе Лавелло. Освободившись после поражения фашизма на части территории Италии, в 1944 году Миньоли вновь был захвачен фашистами, связанными с Роберто Фариначчи. На свободу он смог выйти после падения Итальянской социальной республики 25 апреля 1945 года, накануне которого он участвовал в качестве посредника в безрезультатных переговорах о капитуляции Фариначчи перед Комитетом национального освобождения.
В послевоенный период он не вошёл в новую католическую партию христианских демократов, но возглавил собственное Христианское движение за мир (Movimento Cristiano per la Pace) — небольшую левохристианскую группу, которая на выборах 18 апреля 1948 года вошла в списки Народно-демократического фронта коммунистов и социалистов; однако сам он не был избран. Мильоли продолжал заниматься политикой и профсоюзной деятельностью, принимал участие в воссоздании крестьянского движения, поддерживал своего друга, партизана-священника Примо Маццолари в противостоянии церковной иерархии, совместно с коммунистом и борцом за аграрную реформу Руджеро Гриеко руководил еженедельником «Нуова терра» («Nuova terra»). Похоронен на Сорезинском кладбище.